# Duellmanohyla rufioculis
Duellmanohyla rufioculis é uma espécie de anfíbio da família Hylidae.
Pode ser encontrada nos seguintes países: Costa Rica e possivelmente em Panamá.
Os seus habitats naturais são: florestas subtropicais ou tropicais húmidas de baixa altitude, regiões subtropicais ou tropicais húmidas de alta altitude e rios intermitentes.
Está ameaçada por perda de habitat.